# Котьянц, Геворк Вартанович
Геворк Вартанович Котьянц (арм. Գևորգ Վարդանի Կոթյանց; 12 ноября 1909, Шуша, Елизаветпольская губерния, Российская империя — 28 августа 1996, Санкт-Петербург, Россия) — советский художник, живописец, член Санкт-Петербургского Союза художников (до 1992 года — Ленинградской организации Союза художников РСФСР).

## Биография
Геворк Вартанович Котьянц родился 12 ноября 1909 года в городе Шуша в Елизаветпольской губернии в семье ремесленника-ювелира. В 1909 году семья переезжает на Северный Кавказ в Пятигорск. В 1927—1929 годах Котьянц занимается в частной студии в Пятигорске, самостоятельно изучает творчество выдающихся мастеров прошлого по книгам и репродукциям, пишет с натуры. В 1929 становится членом Пятигорского отделения АХР. В 1930 году впервые участвует в художественной выставке в Пятигорске, затем в городах Северного Кавказа Ессентуках, Кисловодске, Минеральных Водах.
В 1931—1932 Котьянц работает художником в Музее Революции в Пятигорске, пробует себя в жанре историко-революционной картины. Несколько его работ были приобретены музеем. В 1933 его направляют для учёбы в Ленинград. В 1934—1935 годах Котьянц занимался на Высших курсах повышения квалификации художников у Павла Наумова, Алексея Карева, Рудольфа Френца. Котьянц продолжает работать над историко-революционными композициями, его картина «Киров в Баку» была отмечена второй премией Всероссийской Академии художеств. В эти же годы художник открывает для себя искусство французских импрессионистов, во многом изменившее направление его собственных творческих поисков.
После окончания курсов Котьянц работал в Ленинградском горкоме художников. В 1936 году его призывают на действительную службу в Красную Армию, в 1939—1940 он участвует в финской кампании. В 1940 году демобилизуется и возвращается к творческой работе. В том же году его принимают в члены Ленинградского Союза советских художников.
С первых дней Великой Отечественной войны Котьянц в Красной Армии на Ленинградском фронте. Воевал связистом в составе 23-й армии. Был дважды ранен, отмечен боевыми наградами, в том числе орденом Красной Звезды, медалями «За боевые заслуги», «За оборону Ленинграда», «За победу над Германией». Демобилизовался в 1945 году в звании сержанта.
После возвращения в Ленинград в 1945—1946 годах преподаёт рисунок и живопись в Таврическом художественно-педагогическом училище, восстанавливает творческие навыки, утраченные за годы войны. Именно в этот период художник увлекается выразительными возможностями цвета. Котьянц женится на Екатерине Сергеевне Костромеевой, в 1948 рождается дочь Татьяна.
Скончался 28 августа 1996 года в Санкт-Петербурге на 87-м году жизни.
Произведения Г. В. Котьянца находятся в художественных музеях и многочисленных частных собраниях в России, а также во Франции, Италии, США и других странах.

## Творчество
С 1948 года Котьянц начинает участвовать в выставках, экспонируя свои работы вместе с произведениями ведущих мастеров изобразительного искусства Ленинграда. Он много работает в поисках своей темы и собственных выразительных средств, пробует себя в разных жанрах: портрете, натюрморте, пейзаже, сюжетной композиции.
К середине 1950-х годов ведущим жанром в его творчестве становится декоративный натюрморт, почти не сковывающий художника в выборе предметов, позволяющий бесконечно варьировать в поисках гармонии цветовых сочетаний. Достаточно условная форма служит художнику для выявления цвета, побуждает мастера раз за разом создавать колористически неповторимую картину мира, пусть и ограниченную размерами стола. Всецело увлечённый проблемами цвета, тона, тепло-холодности, Котьянц не затруднял себя в выборе названий для работ, что создавало известные сложности для исследователей его творчества. Например, на выставке 1957 года в Русском музее из пяти показанных им картин четыре имели название «Натюрморт». То же и на весенней выставке 1954, осенних выставках 1956 и 1958 годов в Ленинградском Союзе художников. Лишь позднее он стал давать своим композициям более развёрнутые названия: «Натюрморт с лимонами» (1969), «Завтрак. Натюрморт» (1964), «Завтрак» (1963), «Мясо. Натюрморт» (1965), «Натюрморт розовый» (1967), «Виноград» (1972) и другие.
Яркий темперамент и редкое чутьё тончайших нюансировок цвета позволили Котьянцу постепенно выработать собственный живописный язык. Его живописную манеру отличают условно-обобщённый рисунок, монументальность формы, красота декоративных цветовых сочетаний. «Варьируя почти неизменный набор предметов, художник в каждом холсте добивается неповторимой эмоциональной и цветовой тональности, передающих присущее автору взволнованно-оптимистическое мировосприятие».
В этой же манере Котьянц создавал не столь многочисленные жанровые композиции и портреты, моделями для которых часто служили жена и дочь художника. Лучшие из них отличают монументальность композиции и изысканность цветовых отношений, позволяющие художнику глубже раскрыть внутреннее содержание образа. Среди произведений, созданных Котьянцем, «Таня» (1956), «Девочка у ручья» (1958), «Портрет Е. С. Костромеевой, учительницы французского языка (жены художника)» (1959), «Село городу», «Девушка с персиками» (обе 1961), «Продавщица гастронома», «Моряки» (обе 1970), «Портрет студентки ЛТИ Татьяны Котьянц» (1971), «Портрет учительницы» (1971), композиции «Виноград», «Натюрморт» (обе 1972), «Натюрморт зелёный» (1975), «Маки», «Натюрморт с малиновой тряпкой» (обе 1980) и другие.
В 1979 году в Ленинграде и в 1985 году в Москве прошли персональные выставки произведений художника. В 1990-е годы работы Котьянца с успехом участвовали в выставках и аукционах русской живописи в Италии, Англии, Франции, Германии, где его творчество приобрело своих ценителей.

## Выставки
- 1952 год (Ленинград): Выставка произведений ленинградских художников 1952 года.
- 1954 год (Ленинград): Весенняя выставка произведений ленинградских художников 1954 года.
- 1954 год (Ленинград): Выставка произведений ленинградских художников 1954 года в Государственном Русском музее.
- 1955 год (Ленинград): Весенняя выставка произведений ленинградских художников 1955 года.
- 1956 год (Ленинград): Осенняя выставка произведений ленинградских художников 1956 года.
- 1957 год (Ленинград): 1917—1957. Юбилейная выставка произведений ленинградских художников, посвящённая 40-летию Великой Октябрьской социалистической революции.
- 1958 год (Ленинград): Осенняя выставка произведений ленинградских художников 1958 года.
- 1960 год (Ленинград): Выставка произведений ленинградских художников 1960 года в залах ЛОСХ.
- 1960 год (Ленинград): Выставка произведений ленинградских художников в Государственном Русском музее.
- 1961 год (Ленинград): Выставка произведений ленинградских художников 1961 года.
- 1962 год (Ленинград): Осенняя выставка произведений ленинградских художников 1962 года.
- 1964 год (Ленинград): Ленинград. Зональная выставка произведений ленинградских художников 1964 года.
- 1965 год (Ленинград): Весенняя выставка произведений ленинградских художников 1965 года.
- 1968 год (Ленинград): Осенняя выставка произведений ленинградских художников 1968 года.
- 1969 год (Ленинград): Весенняя выставка произведений ленинградских художников 1969 года.
- 1971 год (Ленинград): Наш современник. Выставка произведений ленинградских художников 1971 года.
- 1972 год (Ленинград): Наш современник. Вторая выставка произведений ленинградских художников 1972 года.
- 1972 год (Ленинград): По Родной стране. Выставка произведений ленинградских художников 1972 года, посвящённая 50-летию образования СССР.
- 1973 год (Ленинград): Натюрморт. Выставка произведений ленинградских художников 1973 года.
- 1973 год (Ленинград): Осенняя выставка произведений ленинградских художников 1973 года.
- 1974 год (Ленинград): Весенняя выставка произведений ленинградских художников 1974 года.
- 1975 год (Ленинград): Наш современник. Зональная выставка произведений ленинградских художников 1975 года.
- 1976 год (Москва): Изобразительное искусство Ленинграда. Ретроспективная выставка произведений ленинградских художников.
- 1977 год (Ленинград): Выставка произведений ленинградских художников 1977 года, посвящённая 60-летию Великого Октября.
- 1978 год (Ленинград): Осенняя выставка произведений ленинградских художников 1978 года.
- 1979 год (Ленинград): Выставка произведений Геворка Вартановича Котьянца в залах Ленинградской организации Союза художников РСФСР.
- 1980 год (Ленинград): Зональная выставка произведений ленинградских художников 1980 года.
- 1985 год (Москва): Выставка произведений Геворка Вартановича Котьянца в выставочном зале Союза художников РСФСР.
- 1987 год (Ленинград): Выставка произведений художников — ветеранов Великой Отечественной войны.
- 1988 год (Ленинград): Выставка произведений живописи художников Российской Федерации «Интерьер и натюрморт».
- Февраль 1993 года (Брюссель): Выставка «Русские художники».
- 1997 год (Санкт-Петербург): Выставка «Связь времён. 1932—1997. Художники — члены Санкт-Петербургского Союза художников России. К 65-летию Санкт-Петербургского Союза художников» в ЦВЗ «Манеж».